# 全国人民代表大会专门委员会
为了加强最高国家权力机关的工作，《中华人民共和国宪法》（现行宪法第七十条）规定全国人民代表大会设立若干专门委员会。各专门委员会不具有权力机关的性质，而是一种在权力机关领导下担负某项专门任务的机构。

## 沿革
从第一届至第五届全国人民代表大会，全国人民代表大会设有民族委员会、法案委员会、预算委员会、代表资格审查委员会。其中第四届全国人民代表大会是在“文化大革命”时期召开的，未设专门委员会。
1982年12月，五届全国人大五次会议通过现行宪法，从第六届全国人民代表大会起设有民族委员会、法律委员会、财政经济委员会、教育科学文化卫生委员会、外事委员会、华侨委员会。
第七届全国人民代表大会增设内务司法委员会。第八届全国人民代表大会增设环境与资源保护保护委员会。第九届全国人民代表大会增设农业与农村委员会。第十三届全国人民代表大会增设社会建设委员会，并将法律委员会和内务司法委员会分别改名为宪法和法律委员会以及监察和司法委员会。
这些专门委员会是常设性机构，受全国人民代表大会领导，在全国人大闭会期间受全国人大常委会的领导和监督。

## 现况
目前，全国人民代表大会共设十个专门委员会：
1. 民族委员会
2. 宪法和法律委员会
3. 监察和司法委员会
4. 财政经济委员会
5. 教育科学文化卫生委员会
6. 外事委员会
7. 华侨委员会
8. 环境与资源保护委员会
9. 农业与农村委员会
10. 社会建设委员会

## 组成
各专门委员会由主任委员、副主任委员若干人和委员若干人组成，其人选由全国人民代表大会主席团在代表中提名，提請大会通过。在全国人民代表大会闭会期间，常委会可以补充任命个别副主任委员和部分委员。专门委员会还可以由全国人大常委会任命若干不是人大代表的专家担任兼职顾问或专职顾问。

## 职权
各专门委员会的共同职权是： 
1. 审议全国人民代表大会主席团或者全国人民代表大会常务委员会交付的议案；向全国人民代表大会主席团或者全国人民代表大会常务委员会提出属于全国人民代表大会或者常务委员会职权范围内同本委员会有关的议案。
2. 审议全国人民代表大会常务委员会交付的被认为同宪法、法律相抵触的国务院的行政法规、决定和命令，国务院各部、各委员会的命令、指示和规章，省、自治区、直辖市人民代表大会及其常务委员会的地方性法规和决议，以及省、自治区、直辖市的人民政府的决定、命令和规章，提出报告。
3. 审议全国人民代表大会主席团或者全国人民代表大会常务委员会交付的质询案，听取受质询机关对质询案的答复。必要时向全国人民代表大会主席团或者全国人民代表大会常务委员会提出报告。
4. 对属于全国人民代表大会或者全国人民代表大会常务委员会职权范围内同本委员会有关的问题，进行调查研究，提出建议，协助全国人民代表大会和常务委员会开展立法、监督等工作。